# 디지털 리얼티

## 디지털 리얼티 비즈니스 모델
디지털 리얼티(Digital Realty Trust, Inc.)는 2004년 3월 9일 메릴랜드주에서 설립되었다. 디지털 리얼티(Digital Realty Trust, Inc)는 전 세계 고객의 데이터 센터, 코로케이션 및 상호 연결 전략을 지원하는 기업이다. 여기서 데이터 센터는 서버 컴퓨터와 네트워크 회선 등을 제공하는 건물이나 시설이다. 코로케이션은 이런 데이터 센터 공간을 임대하여 고객이 소유하고 있던 서버를 입주시키고 위탁관리를 맡기는 형태의 서비스이다. 즉, 디지털 리얼티(Digital Realty Trust, Inc)는 전세계 고객에게 서버 컴퓨터와 네트워크 회선등을 제공하고 이런 데이터 센터 공간을 고객들에게 임대해주고 위탁관리까지 해주는 코로케이션 기업이다.
디지털 리얼티(Digital Realty Trust, Inc.) 고객의 사업 부문은 클라우드, 모바일, 네트워크에서 금융 서비스, 디지털 미디어, 인공지능(AI), 의료, 게이밍에 이르기까지 다양하다. 인터넷 보급으로 시작해 오늘날의 인공지능(AI), 디지털 트랜스포메이션(Digital Transformation), 자동화(Automation), 클라우드(Cloud), 5G 등, 이런 IT기술들은 지금도 성장을 하고있다. IT기술의 발전 및 수요의 증가로 클라우드, 인공지능(AI), 네크워크, 금융 서비스 등, 이런 기업들이 점차 서버를 일반 사무실 내부에 두고 관리 및 운영하기에 시설 또한 한계가 생겼다. 이런 서버를 쾌적하고 안전하게 입주하여 관리할 수 있는 시설인 데이터 센터가 필요하게 됐다. 그래서 데이터 센터는 기술의 발전에 따라 같이 성장해 나갔다.
IT기술은 폭발적으로 성장하는 추세이다. 이런 관리할 수 있는 시설인 데이터 센터 또한 필요하게 됐다. 디지털 리얼티(Digital Realty Trust, Inc.)는 IT기술과 함께 지속적 성장할 것으로 판단하고 국내 해외 투자자에게 선호하는 회사이다.

## 디지털 리얼티(Digital Realty Trust, Inc.) 국내 진출
디지털 리얼티(Digital Realty Trust, Inc.)는 2020년부터 국내 진출을 하였다. 디지털 리얼티 CEO 윌리엄 스타인(A.William Stein)은 “한국은 세계 유수의 기업들이 고객과 서비스 제공업체를 위해 커버리지(Coverage), 용량 및 연결성 옵션을 확장할 수 있는 중요한 기회를 제공할 수 있다”. 라고 했다. 또한 윌리엄 스타인(A.William Stein)은 “디지털 리얼티(Digital Realty Trust, Inc.)는 한국에 대한 지속적인 투자로 통신망 중립적 솔루션의 구현을 지원 함으로써 한국 내에서 국내 및 글로벌 고객이 디지털 전환 전략을 실현할 수 있도록 지원할 수 있다.” 라고 밝혔다. 디지털 리얼티(Digital Realty Trust, Inc.) 아태지역 총괄 마크 스미스(Mark Smith) 매니징 디렉터는 “한국은 디지털 기술과 솔루션에 중점을 둔 아태지역의 핵심 디지털 허브.” 라고했다.

## 국내 데이터 센터 이름 및 위치
[서울]-ICN10
2020년 6월 한국 내 첫 통신망 중립 데이터 센터 “ICN10”이 서울 상암 디지털 미디어시티(DMC)에 착공했다. 2021년 4분기에 완공을 앞두고 있다.
핵심 인프라 구축 함으로써 고객들에게 신속한 디지털 트랜스포메이션을 확장할 수 있게 지원하고 12MW([[메가와트)의 정보 기술(IT) 용량을 수용한다.
국내외 통신 네트워크 및 데이터 서비스, 인터넷 전송, 다양한 인터넷 접속 서비스등 통신망접속 연결을 제공한다.
[김포]-ICN11
서울 뿐만 아니라 2021년 8월 2일에 경기도 김포에서도 최대 64MW(메가와트) IT 용량을 수용하는 데이터 센터 “ICN11”를 착공 2023년도에 가동예정라고 밝혔다.
데이터 센터 “ICN11”는 김포시 구래동에 위치하고 있다.

## 배당금 분석
디지털 리얼티 2021년 9월 최근 배당금 배당일: 분기배당[1월, 3월, 6월, 9월] 주당 연간 배당금: $4.56 배당 수익률: 2.71% 배당성향: 72.3%